# 24215 Jongastel
24215 Jongastel là một tiểu hành tinh vành đai chính với chu kỳ quỹ đạo là 1369.6043107 ngày (3.75 năm).
Nó được phát hiện ngày 7 tháng 12 năm 1999.